# Krobanów
Krobanów [pronunciación en polaco: /krɔˈbanuf/] es un pueblo ubicado en el distrito administrativo de Gmina Zduńska Wola, dentro del Condado de Zduńska Wola, Voivodato de Łódź, en Polonia central. Se encuentra aproximadamente a 3 kilómetros al este de Zduńska Wola y a 39 kilómetros al suroeste de la capital regional Łódź.